# Stemonoporus scaphifolius
Stemonoporus scaphifolius är en tvåhjärtbladig växtart som beskrevs av A.J.G.H. Kostermans. Stemonoporus scaphifolius ingår i släktet Stemonoporus och familjen Dipterocarpaceae. Inga underarter finns listade i Catalogue of Life.